# 戀愛巷

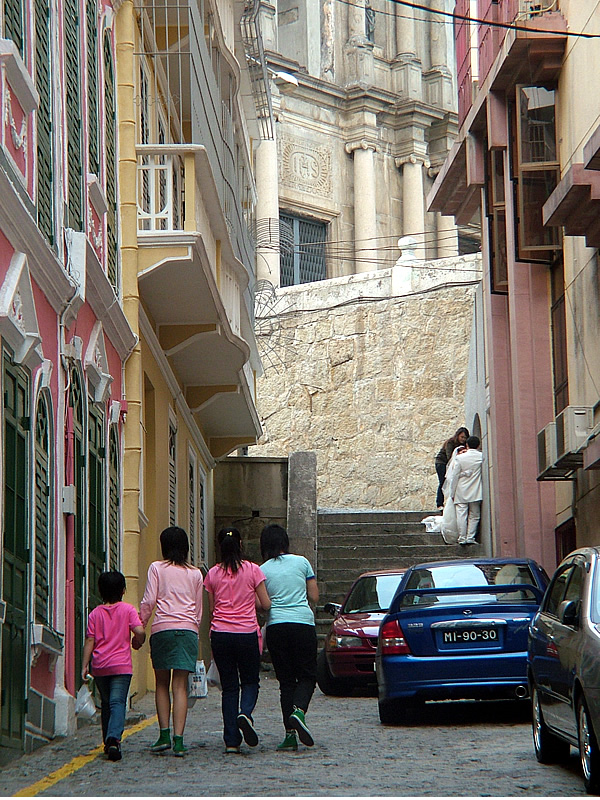
戀愛巷背後是為大三巴牌坊

戀愛巷（葡萄牙語：Travessa da Paixão），是一條位於澳門半島中心地帶，大三巴街和大三巴右街之間的小巷，全長約50米，命名於1900年代初，2019年全球票選為澳門新八景之一，被命名為「愛巷傾情」。

## 名字由來
「戀愛巷」一名來源於其葡文名稱，可解釋為迷戀和激情；但根據附近街道例如大三巴右街的葡文名稱（Rua da Ressurreição， 是復活，相當於英文），「戀愛」的本義是耶穌受難（相當於英文）。

## 樓房特色
戀愛巷第5至11號樓房具有完整和相同的裝飾，以紅色和淺黃色為主。而第13號房屋則混合了新古典主義和現代主義的不同建築風格。

## 景觀
縱使戀愛巷為旅遊景點之一，這裡已劃成行人專用區，並已有美化工程，令戀愛巷更有特色。曾有電影以及電視劇在戀愛巷取景，此處亦是拍婚紗照的好地點。2017年3月31日，澳門首家專門播放藝術電影的場地戀愛・電影館正式開幕。2019年，全球票選為澳門新八景之一。